# Dicranomyia atrosignata
Dicranomyia atrosignata är en tvåvingeart som först beskrevs av Alexander 1934. Dicranomyia atrosignata ingår i släktet Dicranomyia och familjen småharkrankar.
Artens utbredningsområde är Panama. Inga underarter finns listade i Catalogue of Life.